# Séisme de 1949 à Khait
Le séisme de 1949 à Khait s'est produit dans la république socialiste soviétique du Tadjikistan, entre le massif montagneux du Pamir et les monts Zeravchan de la chaîne des Tian Shan. D'une magnitude de 7,5 Mw, il provoque de multiples coulées de boue dont un important glissement de terrain qui ensevelit une grande partie du village de Khait. Les estimations modernes évaluent à 7 200 le nombre de victimes dans toute la région.

## Contexte tectonique
Le séisme se produit dans une région structurellement complexe à la limite sud de la chaîne de montagnes des Tien Shan. La marge sud des Tien Shan se caractérise par une combinaison de failles en décrochement dextre et de chevauchements vers le sud au-dessus du bassin tadjik, le long de la zone de faille de Gissar-Kokshaal. Parallèlement, le bassin tadjik se rétrécit à cause de la collision oblique avec le massif du Pamir, formant une série de failles inverses orientées nord-sud à sud-ouest-nord-est. Le séisme aurait été causé par la rupture de l'une de ses faille, la faille de Vakhsh.

## Séisme
Le séisme du 10 juillet est précédé de deux précurseurs (magnitudes 5,1 et 5,6) le 8 juillet, à seulement 12 minutes d'intervalle. À l'époque la magnitude du séisme principal est estimée à 7,4 comme « magnitude unifiée » à l'aide de la « méthode soviétique ». En 2013, la magnitude de moment est calculée à 7,5 Mw en se basant sur les données du catalogue ISC-GEM.

## Conséquences

### Glissements de terrain

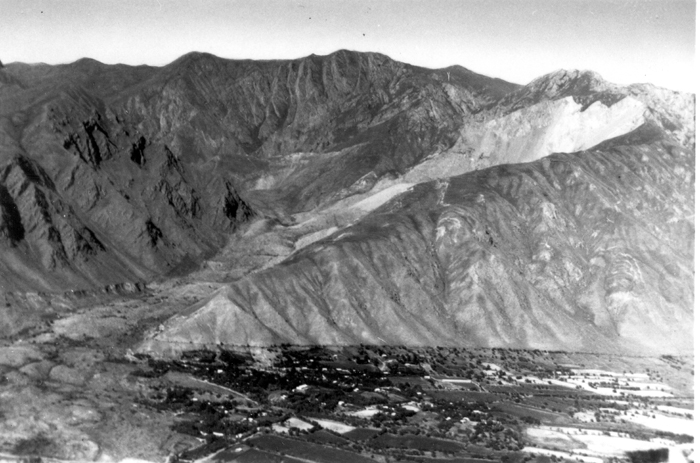
Photographie du glissement de terrain recouvrant partiellement le village de Khait après le séisme.

La plupart des glissements de terrain déclenchés par le séisme sont des coulées de lœss, un matériau meuble et non consolidé. Dans la vallée de la rivière Yasman, qui se trouve dans la zone où l'intensité sismique est la plus forte, un grand nombre de ces coulées se déclenche dans les vallées tributaires avant de se combiner en une seule coulée massive qui parcourt toute la longueur de la vallée. La zone couverte par les coulées de la vallée de Yasman est d'environ 24,4 km2, avec un volume total estimé à 245 millions de mètres cubes. 
Le glissement de terrain de Khait commence par un éboulement de masse rocheuse, puis entraine progressivement des dépôts lœssiques. L'éboulement est déclenché par la rupture d'une partie du flanc ouest de la montagne Tchokrak. L'éboulement devient plus fluide et plus mobile lorsqu'il commence à entraîner les dépôts de lœss. La coulée finale atteint la rivière Obi-Kaboud, où elle traverse la plaine inondable et franchit une terrasse fluviatile haute de 25 m sur la rive ouest de la rivière. Le volume estimé de ce glissement de terrain est d'environ 75 millions de mètres cubes. Il s'est déplacé à une vitesse estimée à 40 m/s (144 km/h).

### Pertes humaines
Dans la zone où l'intensité ressentie est la plus forte (jusqu'à IX sur l'échelle de Mercalli), de nombreuses localités sont complètement détruites. La plupart des décès sont  causés par les nombreux glissements de terrain déclenchés par le séisme et qui ensevelissent tout sur leur passage. La ville de Khait (aujourd'ui Hoit (tadjik : Ҳоит)) et le village de Khisorak sont presque entièrement détruits par le glissement de terrain. De nombreux habitations, y compris nomades, de la vallée de la rivière Yasman sont submergées par les coulées de lœss qui balayent toute la vallée. Les mêmes phénomènes causent des pertes dans la basse vallée de la rivière Obi-Kaboud et sur le versant nord de la vallée de la rivière Surkhob. Les estimations publiées du nombre de victimes varient entre 5 000 et 28 000. Une étude plus récente, basée sur la taille des localités touchées et la densité de population probable, donne une estimation de Modèle:Formatnum7200 victimes, dont environ 800 causées par le seul glissement de terrain de Khait et 4 000  pour la vallée de Yasman.